# 何曼莊
何曼莊（1979年—），台北人，畢業於台灣大學政治系，哥倫比亞大學國際事務學院，台灣作家、小說家、翻譯家、紀實攝影家、數位媒體製作人。著有小說《即將失去的一切》、《給烏鴉的歌》，以及紀實文學作品《大動物園》，還有有時《跳舞 New York》  。

## 經歷
何曼莊14歲開始寫小說，發表過多篇短篇和中篇小說，擅長用快節奏、高濃度的描述及對話場景，傳達人物內心的千重思緒和情感。現旅居於紐約布魯克林，同時為《換日線 Crossing》英語頻道Crossing.NYC 特約主筆。

## 外部連結
- 〈何曼莊換日線專欄 （页面存档备份，存于）〉